# Бен Тенисън
Бенджамин „Бен“ Кърби Тенисън (на английски: Benjamin Kirby Tennyson) е главният анимационен герой от сериала „Бен 10“, както и в продълженията му. Той е момче на 10 години (в по-късни епизоди 15-годишен).
В първия епизод на сериала „И станаха 10“ („And Then There Were 10“), когато е на къмпинг с братовчедката си Гуен Тенисън и дядо си Макс, той открива странен предмет наречен Омнитрикс. По-късно той открива, че с помощта на Омнитрикса може да се превръща в 10 вида извънземни същества.
В игралния филм „Бен и космическата десетка: Надпревара с времето“ ролята му се играе от Греъм Филипс.

## Любопитни факти
- Бащиното му име е заимствано от името на художника Джак Кърби.
- Първия пришълец, в който се превръща е Огнен порив
- Вторият, в когото се възплъщава е Диамантения.
- Първият злодей, с когото се сблъсква е Доктор Оживаго в епизода „Вашингтон, окръг Колумбия“.
- Бен Тенисън се появява в епизода „Heroes Unites“ на Генератор Рекс.
- За пръв път се превръща в Къртозъб в „Кракенът“.
- Бен започва да нарича себе си Бен 10 000 по време на Плутонския бунт през 2022 година.
- Страда от кулофобия(страх от клоуни) в епизода „Last Laugh“.
- Жилото е първото извънземно в което се възплъщава в епизода „Вашингтон, окръг Колумбия“.
- Когато пораства Бен 10 има син на име Кен, който е кръстен на брата на неговата братовчедка Гуен.
- В оригиналния сериал се озвучава от Тара Стронг, която също озвучава Бен 10 и Бенвълк, а в продълженията се озвучава от Юри Лоуентал, който също озвучава и злия му двойник – Албидо.
- В епизода Бен 10 000 се завръща възрастната версия на протагониста се озвучава от Шон Донелън.

През 2012 година е направен пълнометражен анимационен филм „Бен 10: Унищожи всички извънземни“ („Ben 10: Destroy All Aliens“), който е предпродължение на сериала.